# Mar de la Xina Meridional

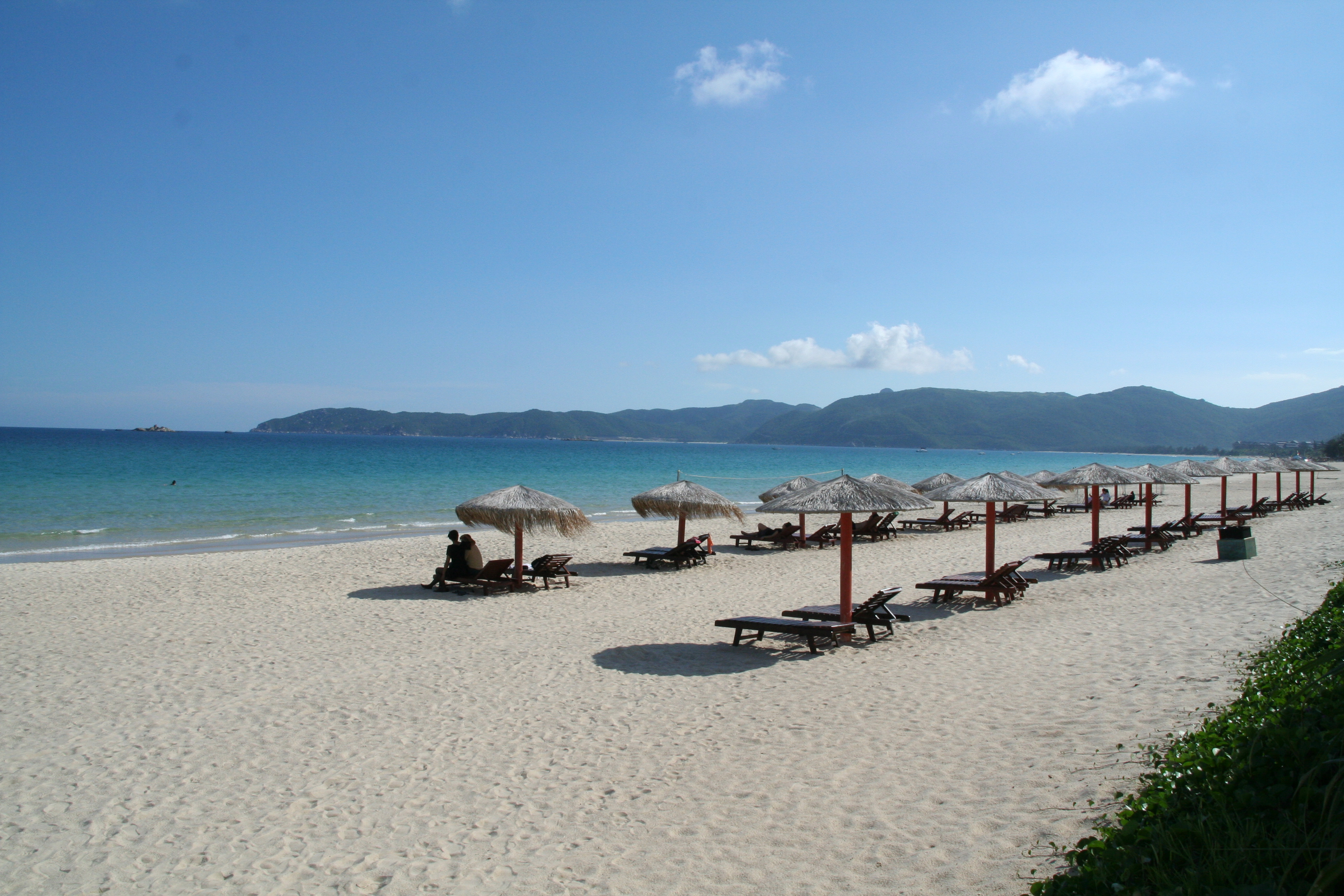
Platja a l'illa de Hainan.

La mar de la Xina Meridional és una mar costanera, part de l'oceà Pacífic, que cobreix una àrea d'uns 3.500.000 km² des de Singapur fins a l'estret de Taiwan. És la mar més extensa del món després dels cinc oceans. Les diminutes illes de la mar de la Xina Meridional, que en conjunt formen un arxipèlag, es compten per centenars. La mar i les seves illes, la majoria deshabitades, són objecte de diferents reclamacions de sobirania per part dels estats limítrofs. Aquestes disputes també es reflecteixen en els diversos noms utilitzats per designar la mar.

## Els diversos noms de la mar
Mar de la Xina Meridional i els seus equivalents és el terme predominant en la majoria de llengües europees, però la mar habitualment es designa amb noms diferents als països riberencs, sovint com a reflex de les reclamacions històriques per l'hegemonia sobre la mar.
El nom català és el resultat de l'interès primerenc dels europeus per la mar com a ruta des d'Europa i l'Àsia meridional cap a les oportunitats comercials que oferia la Xina. Al segle xvi els mariners portuguesos van anomenar-la "mar de la Xina" (mar da China); posteriorment, per diferenciar-la de les mars properes que també banyaven la Xina, es va anomenar "mar de la Xina Meridional".
A la Xina, el nom tradicional que se li dona és el de mar del Sud (南海, Nánhǎi). A les publicacions xineses contemporànies, s'anomena habitualment mar del Sud de la Xina o, cosa que és el mateix, mar de la Xina Meridional (南中國海, Nán Zhōnggúo Hǎi), i aquest és el nom usat sovint en els mapes publicats a la Xina i retolats en altres llengües. A Vietnam, normalment s'anomena mar de l'Est (Biển Đông); de vegades els cartògrafs vietnamesos també utilitzen aquest nom quan fan mapes en llengües estrangeres. A les Filipines, de vegades s'anomena mar de Luzon (Dagat Luzón), per l'illa filipina principal, Luzon.
El Yizhoushu, que era una crònica de la dinastia de Zhou Occidental (1046–771 BCE), dona el primer nom xinès per a la Mar del Sud de la Xina com Nanfang Hai (xinès: 南方海, "Mar del Sud"), al·legant que els bàrbars d'aquesta mar donaven tributs de tortugues marines d'hawksbill als governants de Zhou. Els clàssics de poesia, Zuo Zhuan i Guoyu del període de primavera i tardor (771-476 BCE) també es van referir a la mar, però amb el nom de Nan Hai (xinès: 南海pinyin: Nán Hǎi; lit. «Mar del Sud») en referència a les expedicions de l'Estat de Chu. Nan Hai, la Mar del Sud, va ser un de les quatre mars de la literatura xinesa. Hi ha altres tres mars, un per a cadascuna de les quatre direccions cardinals. Durant la dinastia Han de l'Est (23–220 CE), els governants de la Xina van anomenar la mar Zhang Hai (xinès: 漲海; pinyin: Zhǎng Hǎi). Fei Hai (xinès: 沸海; Fèi Hǎ; lit. mar bullent») es va fer popular durant el període de les dinasties meridional i septentrional. L'ús de l'actual nom xinès, Nan Hai (Mar del Sud), es va generalitzar gradualment durant la dinastia Qing.

## Geografia
Segons l'Organització Hidrogràfica Internacional, la mar s'estén des del sud-oest fins al nord-est, amb el límit meridional situat a 3º de latitud sud, entre les illes de Sumatra i Borneo (a l'estret de Karimata), i el límit septentrional a l'estret de Taiwan, entre la punta nord de Taiwan i la costa de Fujian, a la Xina continental. La part occidental de la mar forma el golf de Siam; al nord-oest s'obre també el golf de Tonquín, limitat a l'est per l'illa xinesa de Hainan.
Els estats limítrofs de la mar són, en el sentit de les agulles del rellotge, la República Popular de la Xina (incloent-hi Macau i Hong Kong), Taiwan, les Filipines, Malàisia, Brunei, Indonèsia i el Vietnam.
Pel que fa al contacte amb altres mars, limita al nord-est amb la mar de la Xina Oriental a través de l'estret de Taiwan; a l'est amb la mar de les Filipines a través de l'estret de Luzon, i amb la mar de Sulu a través dels estrets de Mindoro, Linapacan i Balabac, entre d'altres; al sud amb la mar de Java a través de l'estret de Karimata, i al sud-est amb la mar d'Andaman a través de l'estret de Malaca.

## Geologia

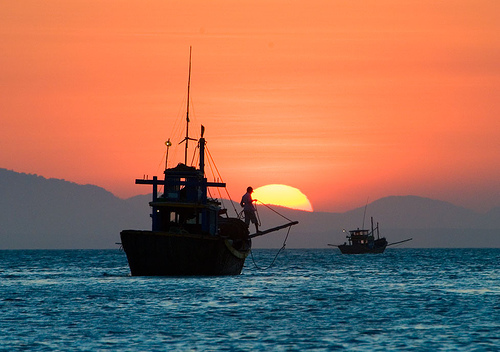
Posta de sol en la Mar del Sud de la Xina enfront del llogaret Mahui Né en la costa sud-est del Vietnam

La mar es troba sobre una plataforma continental; durant les últimes edats de gel el nivell de la mar era centenars de metres més baix, i Borneo era part del continent asiàtic.
La Mar del Sud de la Xina va obrir les portes fa uns 45 milions d'anys quan el "terreny perillós" es va allunyar del sud de la Xina. L'extensió va culminar amb l'expansió del fons oceànic fa uns 30 milions d'anys, un procés que es va propagar donant lloc a la conca en forma de V que veiem avui. Va cessar fa uns 17 milions d'anys. Continuen els arguments sobre el paper de l'extrusió tectònica en la formació de la conca. Paul Tapponnier i col·legues han argumentat que mentre l'Índia col·lideix amb Àsia empeny a la Indoxina al sud-est. El relatiu tall entre la Indoxina i la Xina va fer que la Mar del Sud de la Xina s'obrís. Aquesta visió és discutida pels geòlegs que no consideren que la Indoxina s'hagi mogut lluny en relació amb Àsia continental. Els estudis geofísics marins en el Golf de Tonkin de Peter Clift han demostrat que la falla del riu Vermell era activa i causava la formació de conques fa almenys 37 milions d'anys en la Mar del Sud de la Xina, consistent amb l'extrusió exercint un paper en la formació de la mar. Des de l'obertura de la Mar de la Xina Meridional ha estat el dipòsit de grans volums de sediments lliurats pel riu Mekong, el Riu Perla i el Riu Roig. Diversos d'aquests deltes són rics en dipòsits de petroli i gas.

Reclamacions insulars en la Mar de la Xina Meridional

### Illes i muntanyes submarines
A la mar, hi ha identificades unes 200 illes i illots (les illes de la mar de la Xina Meridional), la majoria de les quals incloses dins el grup de les Spratly. Les illes Spratly s'estenen per una àrea de 810 per 900 km que comprèn al voltant de 175 formacions insulars identificades, la més gran de les quals és l'illa de Taiping o Itu Aba, de només 1,3 km de llarg i amb una elevació màxima de 3,8 metres.
Al nord-est de les Spratly, separat de l'illa filipina de Palawan per la fossa de Palawan, hi ha una muntanya submarina de 100 km d'amplària conegut amb el nom anglès de Reed Tablemount o "muntanya de les Canyes". Actualment a uns 20 m sota el nivell del mar, era una illa fins que es va enfonsar ara farà uns 7.000 anys a causa d'una pujada del nivell del mar després de la darrera glaciació.

### Rius
Hi ha un gran nombre de rius que van a parar a la mar de la Xina Meridional, entre els quals:
- el riu de les Perles o Zhūjiāng
- el Min
- el Jiulong
- el riu Roig (en xinès Hónghé, en vietnamita Sông Hồng)
- el Mekong
- el Rajang
- el Pahang, etc.

## Recursos naturals
És una mar extremament important en el sentit geopolític. És la segona via marítima més utilitzada del món; pel que fa al tonatge anual de la flota mercant mundial, gairebé el 50% passa pels estrets de Malacca, la Sonda i Lombok. Uns 1,6 milions de m³ (10 milions de barrils) de cru al dia són transportats per vaixell a través de l'estret de Malaca, on hi ha informes habituals de pirateria, però molt menys sovint que abans de mitjan segle xx.
La regió té reserves de petroli confirmades d'uns 1,2 km³ (7.700 milions de barrils), amb una estimació de 4,5 km³ (28.000 milions de barrils) en total. Les reserves de gas natural s'estimen en un total de 7.500 km³. Es creu que hi ha enormes reserves de petroli i gas natural sota els seus fons marins.

## Reclamacions territorials
Actualment hi ha nombrosos litigis sobre les aigües, els territoris i els recursos naturals de la mar de la Xina Meridional. Com que la Llei del Mar de les Nacions Unides del 1982 permet a cada país una zona econòmica exclusiva (ZEE) que s'estén 200 milles nàutiques (370,6 km) més enllà de les aigües territorials, tots els estats riberencs es veuen legitimats a reclamar grans porcions de la mar. La República Popular de la Xina (RPX) en reclama gairebé la totalitat. Vet aquí les principals àrees en litigi:
- Indonèsia i la RPX es disputen les aigües al nord-est de les illes Natuna.
- Les Filipines i la RPX es disputen els camps de gas de Malampaya i Camago.
- El Vietnam i la RPX es disputen les aigües a l'oest de les illes Spratly. Algunes o la totalitat de les illes mateixes també es troben en disputa entre el Vietnam, la RPX, Taiwan, Brunei, Malàisia i les Filipines.
- Les illes Paracel se les disputen la RPX, Taiwan i el Vietnam.
- Malàisia, Cambodja, Tailàndia i el Vietnam es disputen diverses àrees del golf de Tailàndia.
- Singapur i Malàisia es disputen els estrets de Johore i Singapur.

La RPX i el Vietnam han dut les seves reclamacions més enllà de les disputes diplomàtiques. El 1974 la Xina es va apoderar de les illes Paracel i hi van morir 18 soldats. Les illes Spratly foren l'escenari d'un enfrontament naval en què una setantena de mariners vietnamites van perdre la vida vora l'escull de Chigua el març del 1988. Les parts en litigi informen regularment d'enfrontaments entre vaixells.
L'ASEAN en general, i Malàisia en particular, han fet mans i mànigues perquè les disputes territorials a la mar de la Xina Meridional no desemboquin en un conflicte armat. Així, per exemple, s'han creat unes Autoritats Conjuntes de Desenvolupament a les àrees en litigi per desenvolupar conjuntament la regió i dividir-se els guanys de forma igualitària, tot deixant de banda la qüestió de la sobirania. Això ha donat bons fruits, sobretot, al golf de Tailàndia.
Les reclamacions de sobirania sobre les illes Pedra Branca i Batu Putih per part de Singapur i Malàisia es van dur al Tribunal Internacional de Justícia. El Tribunal es va pronunciar a favor de Singapur.
Al juliol de 2010, la Secretària d'Estat estatunidenc Hillary Clinton va demanar a la Xina que resolgués la disputa territorial. La Xina va respondre exigint als EUA que es mantingui al marge de la qüestió. Això va ocórrer en un moment en què tots dos països havien estat fent exercicis navals en una mostra de força cap al costat oposat, la qual cosa va augmentar les tensions a la regió. [cita necessària] El Departament de Defensa dels Estats Units va emetre una declaració el 18 d'agost en la qual es va oposar a l'ús de la força per a resoldre la disputa, i va acusar la Xina de comportament assertiu. El 22 de juliol de 2011, un dels vaixells d'assalt amfibi de l'Índia, l'INS Airavat, que es trobava en una visita amistosa a Vietnam, va ser contactat a una distància de 45 milles nàutiques (83) de la costa vietnamita en el controvertit Mar del Sud de la Xina en un canal de ràdio obert per un vaixell que s'identificava a si mateix com la marina xinesa i li va comunicar que el vaixell entrava en aigües xineses. El portaveu de la Marina de l'Índia va aclarir que, com que cap vaixell o aeronau era visible des de l'INS Airavat, procedia en el seu viatge tal com tenia previst. La Marina de l'Índia va aclarir a més que "aquí no va haver-hi confrontació amb l'INS Airavat. L'Índia dona suport a la llibertat de navegació en aigües internacionals, fins i tot en la mar del Sud de la Xina, i el dret de pas de conformitat amb els principis acceptats del dret internacional. Aquests principis han de ser respectats per tots".
Al setembre de 2011, poc després que la Xina i Vietnam signessin un acord per a contenir una disputa sobre la Mar del Sud de la Xina, l'explorador administrat per l'estat de l'Índia, Oil and Natural Gas Corporation (ONGC) va dir que el seu braç d'inversió a l'estranger ONGC Videsh Limited havia signat un acord de tres anys amb PetroVietnam per a desenvolupar la cooperació a llarg termini en el sector petrolier i que l'oferta va especificar Vietnam. En resposta, el portaveu del Ministeri de Relacions Exteriors xinès Jiang Yu va emetre una protesta. El portaveu del Ministeri d'Afers exteriors del Govern de l'Índia va respondre dient que "Els xinesos tenien preocupacions però anem pel que les autoritats vietnamites ens han dit i l'han transmès als xinesos". L'acord indovietnamita també va ser denunciat pel periòdic xinès administrat per l'estat Global Times.

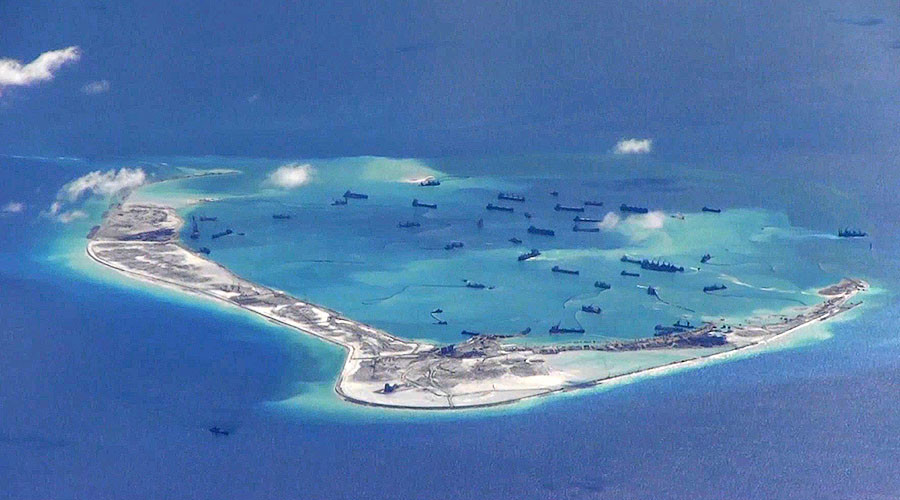
Subi Reef, construït per la Xina i transformat en una illa artificial, 2015

El 1999, Taiwan va al·legar la totalitat de les illes de la Mar del Sud de la Xina sota l'administració de Lee Teng-hui. Taiwan reclama tot el subsol, els fons marins i les aigües dels Paracels i Spratlys.
El 2012 i 2013, Vietnam i Taiwan es van enfrontar entre si pels exercicis militars antivietnamites de Taiwan.
Al maig de 2014, la Xina va establir una plataforma petroliera prop de les Illes Paracel, la qual cosa va donar lloc a múltiples incidents entre vaixells vietnamites i xinesos.
Al desembre de 2018, l'almirall xinès retirat Luo Iuan va proposar que una possible solució a les tensions amb els Estats Units en la Mar del Sud de la Xina seria enfonsar un o dos portaavions de la Marina dels Estats Units per a trencar la moral estatunidenca. També al desembre de 2018, el comentarista xinès i el coronel superior de la Força Aèria de l'Exèrcit d'Alliberament Popular, Dai Xu va suggerir que la marina de la Xina hauria d'embarcar vaixells de la Marina dels Estats Units que naveguen en la Mar del Sud de la Xina.
Els Estats Units, que encara que no han signat la Convenció de les Nacions Unides sobre el Dret de la Mar, han mantingut la postura que els seus vaixells navals han navegat constantment sense obstacles per la mar de la Xina Meridional i continuaran fent-lo. De vegades, els vaixells de Guerra dels EUA han arribat dins del límit de 12 milles marines de les illes controlades per Jacobs (com les Illes Paracel), despertant la ira de la Xina. Durant la visita del cap d'Operacions Navals dels EUA a la Xina a principis de 2019, ell i el seu homòleg xinès van elaborar normes de compromís, sempre que els vaixells de guerra estatunidencs i els vaixells de guerra xinesos es trobessin en alta mar.
El 26 de juny de 2020 es va celebrar pràcticament la 36a Cimera de l'Associació de Nacions de l'Àsia Sud-oriental (ASEAN). Vietnam, com a president de la Cimera, va fer pública la declaració del president. La declaració va dir que la Convenció de les Nacions Unides sobre el Dret de la Mar és "la base per a determinar els drets marítims, els drets sobirans, la jurisdicció i els interessos legítims sobre les zones marítimes, i la Convenció de les Nacions Unides sobre el Dret de la Mar de 1982 estableix el marc jurídic dins del qual han de dur-se a terme totes les activitats en els oceans i mars".